# Mel Lastman Square

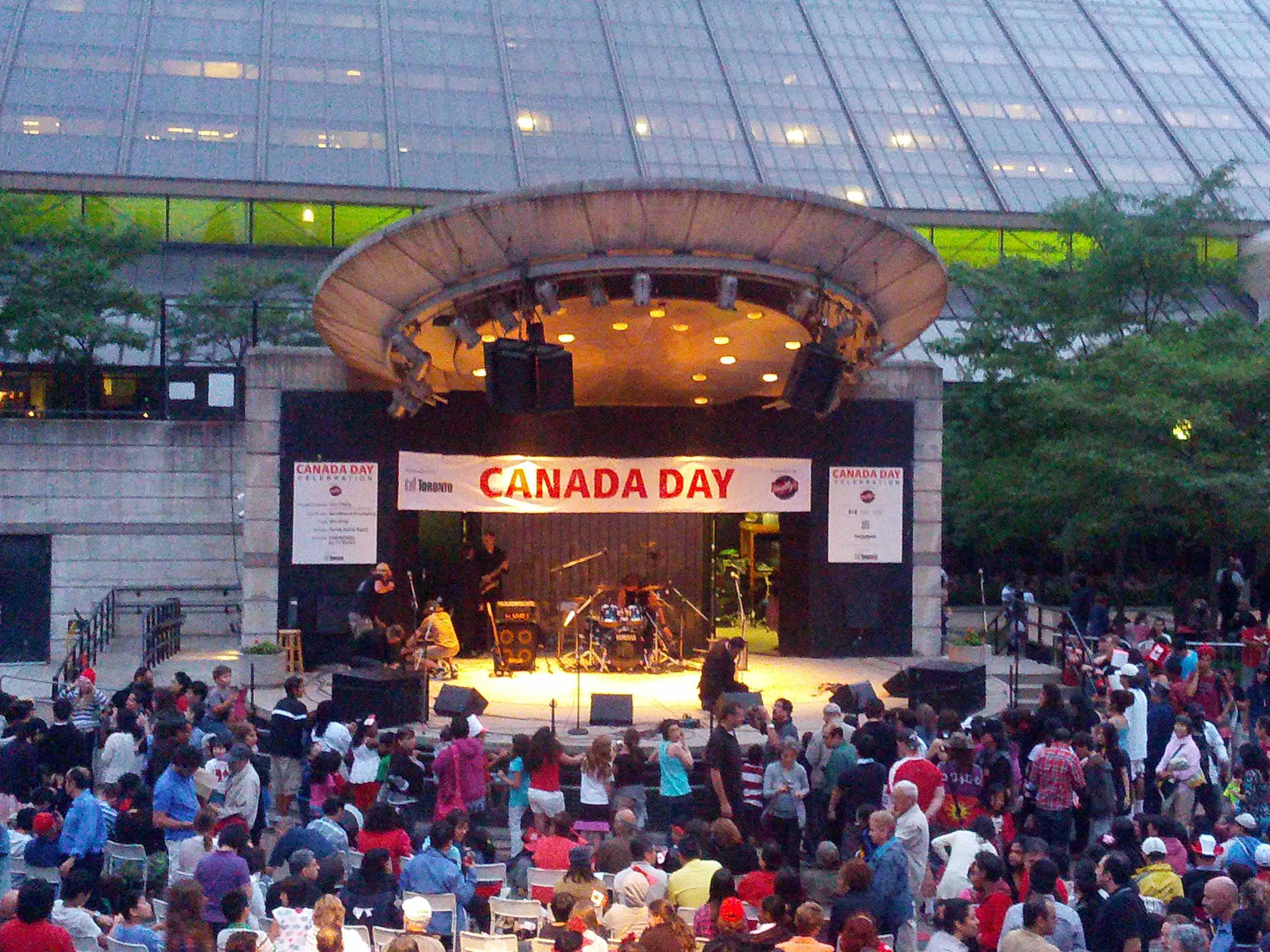
Canada Day na praça.

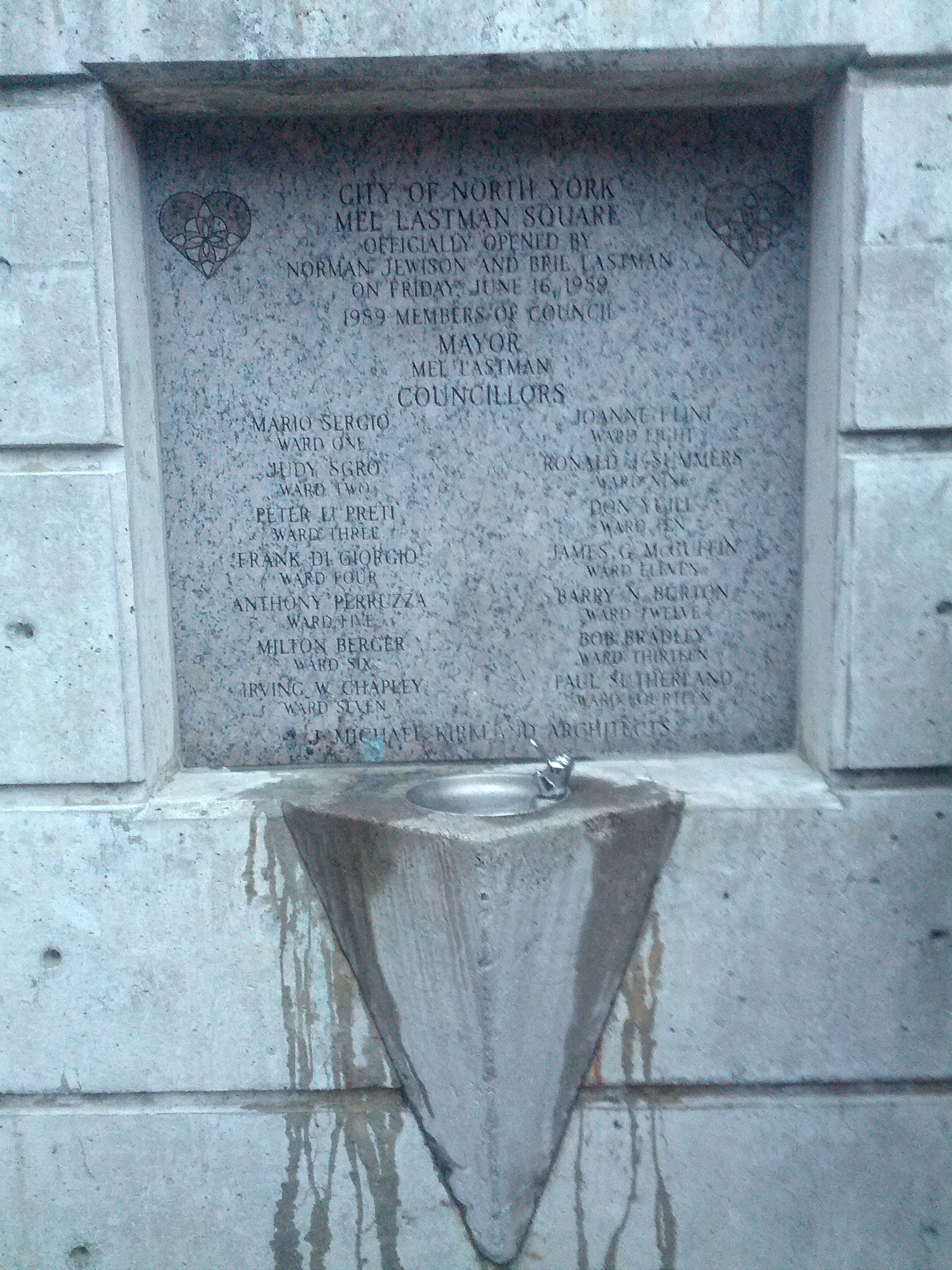
Placa na praça.

Mel Lastman Square é uma praça localizada no norte da cidade canadense de Toronto.